# Kathleen Russell
Kathleen Russell (Sudáfrica, 17 de noviembre de 1912-26 de noviembre de 1992) fue una nadadora sudafricana especializada en pruebas de estilo libre, donde consiguió ser medallista de bronce olímpica en 1928 en los 4 x 100 metros.

## Carrera deportiva
En los Juegos Olímpicos de Ámsterdam 1928 ganó la medalla de bronce en los relevos de 4 x 100 metros estilo libre, con un tiempo 5:13.4 segundos), tras Estados Unidos (oro) y Reino Unido (plata); sus compañeras de equipo fueron las nadadoras: Mary Bedford, Freddie van der Goes y Rhoda Rennie.